# Sin miedo (del amor y otros demonios)
Sin miedo (del amor y otros demonios) ∞ es el segundo álbum de estudio de la cantante estadounidense Kali Uchis. Fue publicado el 18 de noviembre de 2020 a través de los sellos discográficos Interscope Records y EMI, siendo su primer álbum predominante en español.
El álbum contiene una variedad de sonidos, desde R&B a mezclas con reguetón y trap latino, apoyado por las colaboraciones de PartyNextDoor, Rico Nasty, Jowell & Randy y Jhay Cortez. Un extended play (EP) acústico fue publicado el 4 de junio de 2021, con nuevas rendiciones de «Telepatía», «Fue mejor» y «Vaya con dios».
En noviembre de 2021, fue nominado a los Premios Grammy 2022 en la categoría debutante de mejor álbum de música urbana.

## Antecedentes
En noviembre de 2019, luego de una presentación por el Festival Tropicalia en Colombia, Uchis confirmó durante una entrevista con People en Español sus planes para el próximo álbum de estudio, con canciones predominantes en español y otras con spanglish, además de la posibilidad de presentar un sencillo antes de fin de año. Al mes siguiente, estrenó «Solita», una canción con toques de trap latino producido por Tainy. Originalmente pensado como el primer sencillo desprendido, terminó siendo incluido en algunas ediciones especiales en su versión para vinilo. En abril de 2020, fue grabado y publicado su segundo EP, To Feel Alive, esto durante su aislamiento inicial por la pandemia de COVID-19 y con la imposibilidad de realizar giras promocionales.

## Concepto
| “He sido bisexual toda mi vida... La gente está constantemente tratando de encontrar algo para invalidar. Quiero que más personas en la comunidad latina sientan que pueden expresarse libremente y no tener que limitarse. Por eso fue tan importante para mí hacer este álbum, quiero mostrarles lo que puede ser la música latina.”—Kali Uchis |

Siendo su primer álbum en español, la cantante ha expresado tener múltiples diferencias creativas y conflictos emocionales, recordando: “mucha gente no quería que hiciera este álbum o intentaron hacerme sentir que no era una contribución real a mi discografía, todo porque estaba en español”. Años después, Uchis reveló que antes del éxito global obtenido por «Telepatía», la promoción que el sello ofrecía era casi nula, un factor que reconoce haber cambiado durante el desarrollo de Orquídeas (2024). El nombre del álbum, Sin Miedo, proviene de una frase que solía repetir su tía, siendo también el primer tatuaje que se hizo Marina.
Durante una entrevista a comienzos de 2021, la cantante habló sobre como percibe sus influencias musicales, comentando: “solo me imagino que teniendo todas las diferentes experiencias que he tenido creciendo me impactaron mucho, como Ivy Queen, Don Omar, La Factoría, como todo ese Latin Pop que escuchaba de pequeña”. También ha expresado ser una persona muy nostálgica, describiendo su estilo musical y de moda como “[una combinación] de las décadas de los 60's y 70's con otras tendencias más futuristas”.

## Contenido

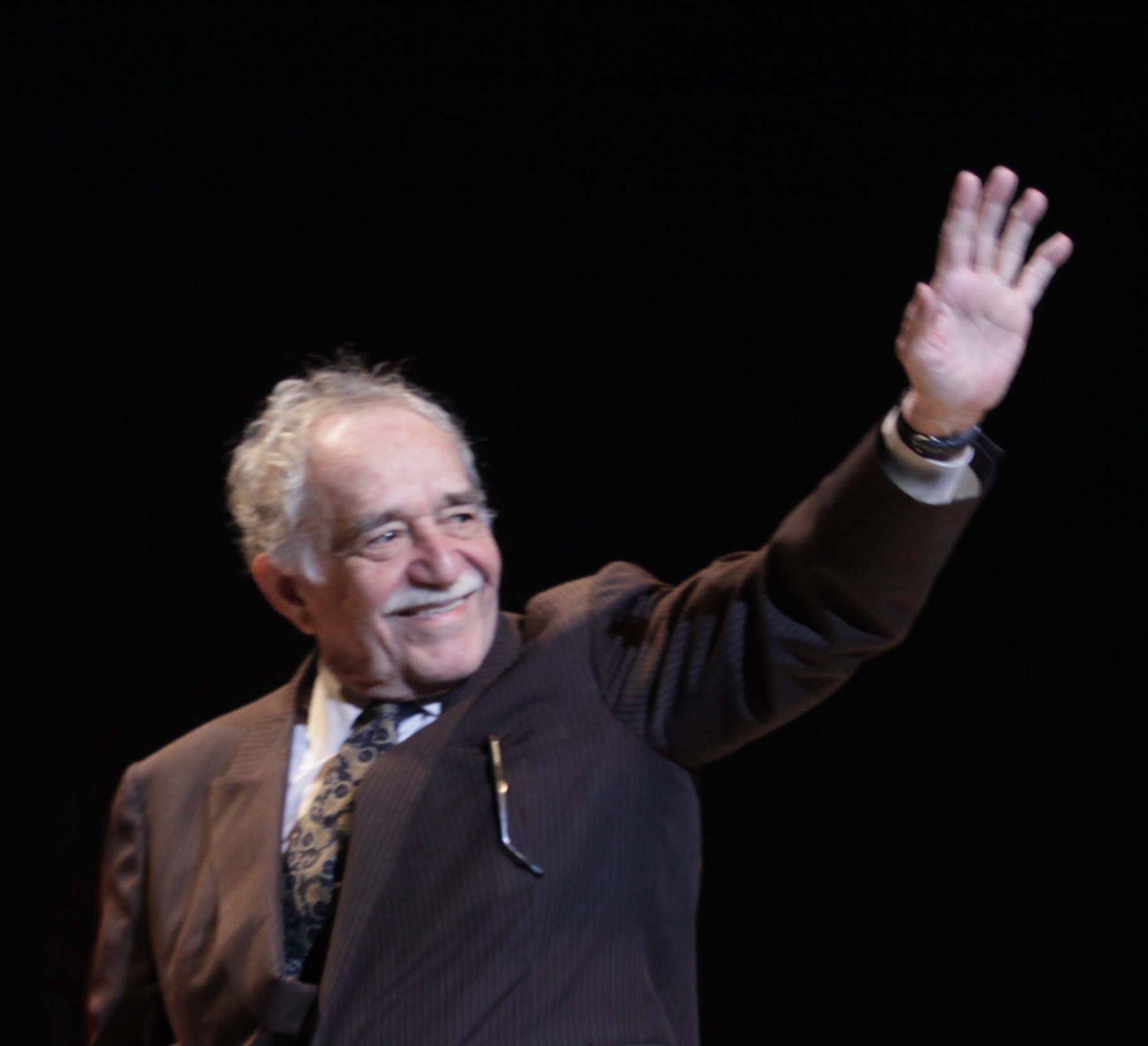
Gabriel García Márquez, cuya novela Del amor y otros demonios publicada en 1994 coincide con el año de nacimiento de Uchis.

Parte de su búsqueda a sus raíces en español, en un par de canciones presente en el álbum hay un par de guiños a boleros, como la canción introductoria «La luna enamorada», inspirada en la rendición de «La luna en tu mirada» del grupo cubano Los Zafiros, mientras «Que te pedí» es un homenaje a la versión interpretada por La Lupe.
Por otra parte, menciona que en «Fue mejor» optó por un R&B más lento y reminiscente de Aaliyah, mientras que en «Vaya con dios», fue deliberado el uso de ritmos trip hop más similar a Portishead. Otros críticos compararon la canción con el estilo presente en Dummy (1994), álbum debut de la banda inglesa. Una de las canciones, «Quiero sentirme  bien», fue desarrollado por Kurtis McKenzie y cuyas melodías originales fueron realizadas por Yukimi Nagano de la banda Little Dragon, con los que ya había colaborado previamente.
Con el éxito inesperado de «Telepatía», Manuel Lara, uno de los coproductores de la canción, reveló que fue una de las canciones que no iban a entrar originalmente en el álbum, planeando seguir una fórmula de canciones con mayor dembow en la segunda mitad. Ante eso, el productor comenta “no hay que dejarse guiar por la corriente o, para decirlo más en concreto: no todo lo que es fórmula, necesariamente tiene el potencial para pegar”. Uchis también habló sobre la canción, comparando algunos aspectos sonoros de ella con «After the Storm» de su álbum previo, Isolation, pero con un toque más alegre y similar a su material inicial.

## Grabación
La primera parte del álbum junto con la pista final fueron grabadas y ajustadas durante la cuarentena, en particular «Ángel sin cielo» siendo producida de manera independiente por Uchis en Los Ángeles. Unos de los aspectos nuevos fue la participación del productor puertorriqueño Tainy, de predominancia en el reguetón, con quien tuvo un par de sesiones en 2019, grabando «Solita» y «Malvada», esta última apareciendo en el EP del productor Neon16 Tape: The Kids That Grew Up on Reggaeton. El mismo productor confirmó que esas sesiones estaban destinadas para un futuro álbum de la cantante durante una entrevista en mayo.
Otras contribuciones en el álbum incluyen a Jahaan Sweet en «Fue mejor», Sounwave en «//Aguardiente y limón %ᵕ‿‿ᵕ%», los miembros de Little Dragon en la composición de «Quiero sentirme bien» y el productor Josh Crocker en los aspectos más acústicos, grabando todas sus partes en Londres. La propia cantante reveló en un desglose del álbum que «Telepatía» y «No eres tú (soy yo)» fueron escritas al inicio de una sesión ininterrumpida de composición, escribiendo un total de cinco canciones en un día.

## Recepción

### Crítica
En el portal Metacritic, que asigna una calificación normalizada máxima de 100 a las reseñas de las publicaciones principales, el álbum recibió una puntuación promedio de 78, esto con base en 4 reseñas, citando “reseñas generalmente favorables”. Rhian Daly para el semanario británico NME redacta “[Uchis] exuda confianza sin mucho esfuerzo, mientras sigue sus canciones por un mapa ecléctico de senderos. Barrera del idioma o no, es un segundo álbum divino”. Jenzia Burgos para la reseña de Pitchfork comenta “[el álbum] en lugar de contener solo los cortes funky y el estilo trippy-jazz que sus oyentes en el mercado anglo han llegado a reconocer, Uchis agudiza la atención sobre su repertorio bilingüe y binacional”.
Rachel Aroesti del periódico The Observer fue un poco más reservada en sus elogios, y agregó que el álbum “no se siente mucho como el siguiente paso artístico de Uchis, su Norman Fucking Rockwell! o El mal querer, pero más bien un paso a medias con temor – un álbum publicado de manera precipitada que sugiere que lo mejor de ella está por llegar”. Otras críticas, como Oliver Corrigan para Gigwise también es parcialmente crítico de la duración y temática presente en todo el álbum, comentando “si bien muchos fragmentos del romántico jardín de Uchis fallan en florecer, los momentos de experimentación musical resultan más grandes que la suma de sus partes”.

### Comercial
Inicialmente, Sin miedo debutó en el top 10 de las listas latinas de Billboard, siendo la única mujer con nuevo álbum en aparecer en las listas durante 2020. La exposición de «Telepatía» en la plataforma TikTok ayudó a la canción a ingresar en el Hot 100. Debido a eso, el álbum resurgió con mayores ventas a finales de febrero de 2021, liderando la lista Latin Pop Albums y debutando en la posición 77 de Billboard 200 en la primera semana de marzo.
Debido a la popularidad ascendente de «Telepatía» en redes sociales y otros formatos digitales, un artículo del personal de Billboard se enfocó en el éxito de la canción en otra escala, haciendo una crítica sobre la falta de canciones bilingües y la negación de radio airplay en Estados Unidos a canciones que aparecen en el Hot 100, destacando el sencillo «Drivers License» de Olivia Rodrigo como otro ejemplo de redes sociales elevando la popularidad de canciones. A pesar de eso, la canción fue presentada como Contemporary hit radio desde el 6 de abril.
El 18 de junio de 2022, debido a una edición en vinilo presentada durante Record Store Day resultó en ventas estimadas de 9 000 copias, nuevamente liderando la lista Latin Pop de Billboard, además de volver al top 10 de Latin Rhythm y Top Latin. Junto a esta resurgencia, también debutó en la novena posición en los Vinyl Albums y reingresando a los Billboard 200.

### Reconocimientos
| Publicación    | Lista                                   | Posición | Ref.   |
| -------------- | --------------------------------------- | -------- | ------ |
| Flood Magazine | The Best Albums of 2020                 | 23       | [ 40 ] |
| Jenesaispop    | Los mejores discos de 2020              | 34       | [ 41 ] |
| The LA Times   | The Best Albums of 2020                 | 9        | [ 42 ] |
| Variety        | Year in Review: The Best Albums of 2020 | 7        | [ 43 ] |

## Promoción
Debido a las restricciones de la pandemia mundial, la cantante liberó el álbum de manera inicial sólo en formatos digitales y de streaming. La lista de canciones tuvo cambios posteriores, originalmente «¡Aquí yo mando!» era la cuarta canción, mientras que «De nadie» era la novena canción entre «Telepatía» y «No eres tú (Soy yo)». Luego del éxito relacionado con «Telepatía», la cantante se presentó en el programa The Tonight Show Starring Jimmy Fallon a comienzos de abril. Unas semanas después, decidió ofrecer un concierto virtual gratis a través de su canal de YouTube, titulado Sin Miedo: La experiencia.

### Sencillos
- «¡Aquí yo mando!» con Rico Nasty fue publicado el 7 de agosto de 2020,[47] producido principalmente por Tainy.[48] Un vídeo musical publicado tres días después, dirigido por Phillipa Price y la propia cantante.[48][49]

- «La luz (Fín)» en colaboración con Jhay Cortez fue publicado el 1 de octubre de 2020,[50] con un vídeo musical liberado en el mismo mes.[51] La canción ingresó a la posición 22 en la lista Latin Pop Airplay.[52]

- «Telepatía» es el tercer sencillo desprendido, publicado el 26 de febrero de 2021.[53] Un vídeo musical fue grabado en Pereira, ciudad en donde la cantante estuvo parte de su infancia, también estando a cargo de la dirección del montaje.[54] La publicación del vídeo en YouTube tuvo que ser resubida hasta tres veces por errores de sincronización entre audio y vídeo.[55]

- «Fue mejor» en colaboración con SZA fue publicado el 29 de septiembre de 2021, con un vídeo musical dirigido por Daniel Sannward.[56] En diciembre de 2020, SZA respondió haber grabado con Uchis, comentando en español “ya lo hicimos”.[57] La remezcla incluye versos de SZA cantando en español, con su versión siendo incluida en la edición deluxe.[58]

Canciones promocionales
- «Te pongo mal (Préndelo)» con Jowell & Randy fue liberado el 17 de noviembre de 2020 como un sencillo promocional.[59]

## Lista de canciones
| N.º   | Título                                         | Productor(es)                                   | Duración |  |
| 1.    | «La luna enamorada»                            | Josh Crocker                                    | 1:50     |  |
| 2.    | «Fue mejor» (con PartyNextDoor)                | Jahaan Sweet Josh Crocker Ray Nelson            | 3:48     |  |
| 3.    | «Aguardiente y limón»                          | Ricky Reed Roget Chahayed Sounwave              | 2:41     |  |
| 4.    | «Vaya con Dios»                                | Josh Crocker                                    | 2:55     |  |
| 5.    | «Que te pedí»                                  | Josh Crocker                                    | 1:44     |  |
| 6.    | «Quiero sentirme bien»                         | Erik Bodin Kurtis McKenzie                      | 3:42     |  |
| 7.    | «Telepatía»                                    | Albert Hype Manuel Lara Tainy                   | 2:40     |  |
| 8.    | «No eres tú (Soy yo)»                          | Jon Leone Manuel Lara Tainy                     | 2:01     |  |
| 9.    | «De nadie»                                     | Manuel Lara Supa Dups Tainy Austen Jux-Chandler | 2:59     |  |
| 10.   | «¡Aquí yo mando!» (con Rico Nasty)             | Albert Hype Jon Leone RVNES Tainy               | 2:21     |  |
| 11.   | «Te pongo mal (Préndelo)» (con Jowell & Randy) | Manuel Lara Tainy                               | 2:52     |  |
| 12.   | «La luz (Fín) [sic]» (con Jhay Cortez)         | Tainy                                           | 2:59     |  |
| 13.   | «Ángel sin cielo»                              | Kali Uchis                                      | 2:03     |  |
| 34:36 |                                                |                                                 |          |  |

| Edición deluxe |                               |                                                    |          |  |
| N.º            | Título                        | Productor(es)                                      | Duración |  |
| 14.            | «Solita»                      | Tainy Sevn Thomas Jahaan Sweet Austen Jux-Chandler | 2:58     |  |
| 15.            | «Fue mejor (Remix)» (con SZA) | Jahaan Sweet Ray “Quasi” Nelson Josh Crocker       | 3:50     |  |
| 41:24          |                               |                                                    |          |  |

| Sin miedo (Acoustic) |                 |               |          |  |
| N.º                  | Título          | Productor(es) | Duración |  |
| 1.                   | «Telepatía»     | Uchis         | 2:58     |  |
| 2.                   | «Fue mejor»     | Uchis         | 3:09     |  |
| 3.                   | «Vaya con Dios» | Uchis         | 2:41     |  |
| 8:48                 |                 |               |          |  |

Notas
- Todas las canciones están estilizadas en minúsculas.
- «Aguardiente y limón» esta estilizada como «//Aguardiente y limón %ᵕ‿‿ᵕ%».
- «Que te pedí» esta estilizada como «Que te pedí//».

## Créditos y personal
Adaptados desde AllMusic.

### Músicos
- Josh Crocker – Arpa, bajo, baterías, cuerdas, composición, flauta, guitarra, teclados, percusión, piano, producción, vibráfono.
- Kali Uchis – Artista principal, composición, producción.
- Jahron Anthony Brathwaite – Artista invitado, composición (2).
- Maria-Cecilia Simone Kelly (Rico Nasty) – Artista invitada, composición (10).
- Joel Muñoz, Randy Ortiz – Artistas invitados, composición (11).
- Jhay Cortez – Artista invitado, composición (12).
- Luis Rawet Chanivecky – Composición (1).
- Andrea Mangiamarchi – Composición (2).
- Gabriel Luna de la Fuente – Composición (5).
- Fernando López Mulens – Composición (5).
- Yukimi Nagano – Composición (6).
- Cristina Chiluiza (Cris Chil) – Composición (7–11).
- Servando Moriche Primera Mussett – Composición (7).
- Luis Figueroa Roig – Composición (8).
- Joan Ortiz Espada (Joan La Voz) – Composición (9).
- Miguel Ángel Duran, Jr. – Composición (11).
- Mauricio Guerrero – Guitarra.
- Joe Harris – Guitarra.
- Tom Henry – Teclados.
- Hailey Niswanger – Saxofón.
- Ariel Shrum – Trombón, trompeta.
- Flikka – Voces.

### Producción
- Matt Morris – A&R.
- Will Quinnell – Asistente de masterización, ingeniero.
- Prash “Engine-Earz” Mistry – Ingeniero de masterización, mezcla.
- Chris Gehringer – Ingeniero de masterización.
- Octavia Landix – Ingeniero de grabación (3).
- Liz Robson – Ingeniero de grabación (3, 6).
- Ethan Shumaker – Ingeniero de grabación (3).
- Yakob – Ingeniero de grabación (5).
- Antonio Olivera (DJ Fuse) – Ingeniero de grabación (11).
- Jacob Michael Deimler (Rvnes) – Composición, producción.
- Marcos “Tainy” Masis – Composición, producción.
- Alberto Melendez (Albert Hype) – Composición, producción.
- Mark Anthony Spears (Sounwave) – Composición, producción.
- Austen Jux-Chandler – Composición, grabación, ingeniero de grabación, producción musical.
- Dwayne Chin-Quee (Supa Dups) – Composición, producción.
- Erik Bodin – Composición, producción.
- Rogét Chahayed – Composición, producción.
- Manuel Lara – Composición, producción.
- Jon Leone – Composición, producción.
- Kurtis McKenzie “The Arcade” – Composición, producción.
- Ray “Quasi” Nelson – Composición, producción.
- Ricky Reed – Composición, producción.
- Jahaan Sweet – Composición, producción.

## Posicionamiento en listas
| Listas (2020)                        | Mejor posición |
| ------------------------------------ | -------------- |
| España (Top 100 Álbumes)             | 78             |
| Estados Unidos (Latin Pop Albums)    | 2              |
| Estados Unidos (Latin Rhythm Albums) | 7              |
| Estados Unidos (Top Latin Albums)    | 8              |

| Listas (2021)                        | Mejor posición |
| ------------------------------------ | -------------- |
| Canadá (Canadian Albums)             | 98             |
| España (Top 100 Álbumes)             | 75             |
| Estados Unidos (Billboard 200)       | 52             |
| Estados Unidos (Latin Pop Albums)    | 1              |
| Estados Unidos (Latin Rhythm Albums) | 3              |
| Estados Unidos (Top Latin Albums)    | 3              |
| Estados Unidos (Top Album Sales)     | 92             |
| Estados Unidos (Top Current Albums)  | 53             |
| Lituania (AGATA)                     | 82             |
| Países Bajos (Album Top 100)         | 79             |
| Reino Unido (UK R&B Albums)          | 21             |

| Listas (2021)                        | Posición |
| ------------------------------------ | -------- |
| Estados Unidos (Latin Pop Albums)    | 2        |
| Estados Unidos (Latin Rhythm Albums) | 6        |
| Estados Unidos (Top Latin Albums)    | 5        |

| Listas (2022)                        | Posición |
| ------------------------------------ | -------- |
| Estados Unidos (Latin Pop Albums)    | 3        |
| Estados Unidos (Latin Rhythm Albums) | 13       |
| Estados Unidos (Top Latin Albums)    | 17       |

| Listas (2023)                        | Posición |
| ------------------------------------ | -------- |
| Estados Unidos (Latin Pop Albums)    | 3        |
| Estados Unidos (Latin Rhythm Albums) | 17       |
| Estados Unidos (Top Latin Albums)    | 27       |

| Listas (2024)                        | Posición |
| ------------------------------------ | -------- |
| Estados Unidos (Latin Pop Albums)    | 4        |
| Estados Unidos (Latin Rhythm Albums) | 19       |
| Estados Unidos (Top Latin Albums)    | 50       |

## Certificaciones
| País (Certificador) | Certificación | Ventas certificadas |
| --- | ------------- | ------------------- |
| Canadá (Music Canada) | Oro           | 40 000^             |
| México (AMPROFON) | 3× Platino    | 420 000^            |
| ^cifras de envíos basadas únicamente en la certificación xcifras no especificadas basadas únicamente en la certificación |               |                     |

## Premios y nominaciones
| Año  | Premios                               | Categoría                    | Resultado |
| ---- | ------------------------------------- | ---------------------------- | --------- |
| 2021 | Premios Latin American Music          | Álbum favorito - Pop         | Nominado  |
| 2021 | Premios Billboard de la música latina | Álbum Latin Pop del Año      | Ganador   |
| 2021 | Premios American Music                | Álbum latino favorito        | Nominado  |
| 2022 | Premios Lo Nuestro                    | Álbum del año – Pop          | Nominado  |
| 2022 | Premios Grammy                        | Mejor álbum de música urbana | Nominado  |
| 2022 | Billboard Music Awards                | Top Latin Album              | Nominado  |